# Dyspyralis
Dyspyralis (лат.) — род совок из подсемейства Boletobiinae. Распространены в Северной Америке.

## Описание
Простые глазки имеются. Длина передних крыльев 6,2—9,9 мм. Крылья изменчивой окраски (темно-серая, грязно-белая) с тёмными видоспецифичными перевязями и пятнами. Кормовые растения личинок не установлены.

## Систематика
В составе рода четыре вида:
- Dyspyralis illocata Warren, 1891
- Dyspyralis nigellus Strecker, 1900
- Dyspyralis noloides Barnes & McDunnough, 1916
- Dyspyralis puncticosta Smith, 1908

Положение этого рода в семействе не вполне устоявшееся. В каталоге родов чешуекрылых мировой фауны в 1975 году род помещен в подсемейство Herminiinae. Канадские учёные Лафонтейн и Шмидт помещают этот род в подсемейство Hypenodinae. Майкл Подж из Смитсоновского института относит род Dyspyralis к подсемейству Boletobiinae. Для окончательного решения требуется проведения молекулярно-генетического анализа этого рода.